# Congrés dels Estats Units
El Congrés dels Estats Units (en anglès: United States Congress) és l'òrgan legislatiu bicameral del govern federal dels Estats Units d'Amèrica, integrat per dues cambres: el Senat i la Cambra de Representants. Els senadors i els representants són elegits per mitjà de l'escrutini uninominal majoritari; és a dir, per eleccions directes en llurs respectives circumscripcions. La seu del Congrés és el Capitoli, a la ciutat de Washington DC.
La Cambra de Representants té 435 membres que representen un districte per un període de dos anys. El país s'ha dividit en districtes entre els estats segons llur població. El Senat està integrat per 100 senadors que representen els estats de la federació estatunidenca per un període de sis anys. Cada estat elegeix dos senadors, sense importar la seva població. Cada dos anys un terç del Senat es renova.
La constitució dels Estats Units atorga tot el poder legislatiu al Congrés. La Cambra de Representants i el Senat tenen el mateix estatus en el procés legislatiu—cap llei pot entrar en vigor si no és aprovada per ambdues cambres. Tot i així, la constitució els atorga poders i responsabilitats diferents i úniques. El Senat té el poder per a provar els tractats comercials i les designacions presidencials. Les lleis relacionades amb el pressupost i la recaptació de renda han d'originar-se en la Cambra de Representants, que també té el poder d'impugnar un funcionari públic, mentre que el Senat és el que jutja els casos d'impugnació.
El terme Congress ("Congrés") de fet, es refereix a la reunió dels representants del poder legislatiu, segons el període per al qual són elegits. Per tant, un "Congrés" té una duració de dos anys, tot i que els representants i senadors poden ser reelegits. El Congrés actual, el 117è, es va reunir per primer cop el 3 de gener de 2021.